# Abar jezik
Abar jezik (mijong, missong; ISO 639-3: mij), nigersko-kongoanski jezik koji se govori u kamerunskoj provinciji Northwest u selima Munken, Abar, Ngun (Ngwen) i Za’ (Zak ili Biya), i glavnim središtem u Missongu.
Abarski pripada zapadnobeboidnoj podskupini južnobantoidnih jezika. Njime govori 2 000 ljudi (2001 SIL)

## Vanjske poveznice
- Ethnologue (14th)
- Ethnologue (15th)